# Geneviève Soria
Pour les articles homonymes, voir Soria (homonymie).
Geneviève Soria ou Geneviève Sorya, est une actrice française, née le 23 juin 1912 à Paris 14e et morte le 23 mars 2008 à Paris 17e.

## Biographie
De son vrai nom Geneviève Durand, elle se marie avec le comédien Henry Murray (de son vrai nom Henri Dreyfus).
Geneviève Soria est la mère d'Anouk Aimée.

## Filmographie
- 1935 : Marius et Olive à Paris de Jean Epstein
- 1936 : Les Jumeaux de Brighton de Claude Heymann
- 1936 : La Belle Équipe de Julien Duvivier
- 1937 : Le Puritain de Jeff Musso : une gourgandine
- 1937 : L'Homme du jour de Julien Duvivier
- 1938 : La Maison du Maltais de Pierre Chenal
- 1938 : La Fin du jour de Julien Duvivier : Yvette
- 1939 : Sur le plancher des vaches de Pierre-Jean Ducis
- 1940 : Une idée à l'eau (L'Irrésistible Rebelle) de Jean-Paul Le Chanois
- 1982 : Qu'est-ce qui fait courir David ? d'Élie Chouraqui